# Ibrahim Bejte
Ibrahim Bejte (født 5. september 1989 i Lushnjë, Albanien) er en albansk fodboldspiller, der spiller for Besa Kavajë i Albanien. 
Bejte er målmand.